# Sergej Samsonov
Sergej Viktorovič Samsonov (rusky: Серге́й Ви́кторович Самсо́нов; 27. října 1978 Moskva) je bývalý ruský lední hokejista a v současnosti hledač talentů klubu Carolina Hurricanes. Hrával na pozici levého křídla. 

## Hráčská kariéra
Téměř celou kariéru strávil v severoamerické NHL (1997 až 2011). Hrál zde za Boston Bruins, Edmonton Oilers, Montreal Canadiens, Chicago Blackhawks, Carolina Hurricanes a Florida Panthers. Odehrál v základní části NHL 888 zápasů, v nichž zaznamenal 571 kanadských bodů (235 branek), což ho řadí do první stovky nejúspěšnějších Evropanů v této soutěži. Dalších 76 utkání odehrál ve vyřazovací části (Stanleyově poháru), kde si připsal 47 bodů (18 branek). V roce 1998 získal Calder Memorial Trophy pro nejlepšího nováčka soutěže. V ruské nejvyšší soutěži působil jen krátce na začátku kariéry (v CSKA Moskva) a během výluky NHL v důsledky stávky (tehdy oblékal dres Dynama Moskva a podílel se na zisku jeho mistrovského titulu). Za seniorský ruský národní tým odehrál jen dva turnaje, mistrovství světa roku 2004 a olympijský turnaj v Salt Lake City v roce 2002, ze kterého si přivezl bronzovou medaili.

## Ocenění a úspěchy
- 1995 MEJ – Nejlepší útočník
- 1995 MEJ – All-Star Tým
- 1996 Pacific Cup – Nejlepší útočník
- 1996 Pacific Cup – Nejlepší střelec
- 1996 Pacific Cup – Nejproduktivnější hráč
- 1996 Pacific Cup – Nejužitečnější hráč
- 1996 MEJ – All-Star Tým
- 1997 IHL – Gary F. Longman Memorial Trophy
- 1997 MSJ – All-Star Tým
- 1997 MSJ – Nejlepší střelec
- 1998 NHL – All-Rookie Team
- 1998 NHL – Nejlepší střelec mezi nováčcích
- 1998 NHL – Nejproduktivnější nováček
- 1998 NHL – Nováček měsíce ledna 1998
- 1998 NHL – Calder Memorial Trophy

## Prvenství
- Debut v NHL – 2. října 1997 (Boston Bruins proti Los Angeles Kings)
- První asistence v NHL – 8. října 1997 (Phoenix Coyotes proti Boston Bruins)
- První gól v NHL – 25. října 1997 (Boston Bruins proti Florida Panthers, americkému brankáři John Vanbiesbrouck)
- První hattrick v NHL – 9. dubna 1998 (Boston Bruins proti New York Islanders)

## Klubová statistika
| Sezóna       | Klub                | Soutěž       |     | Základní část | Základní část | Základní část | Základní část | Základní část |    | Play off | Play off | Play off | Play off | Play off |
| Sezóna       | Klub                | Soutěž       | Z   | G             | A             | B             | TM            | Z             | G  | A        | B        | TM       |          |          |
| 1994–95      | CSKA Moskva 2       | RSL-2        | 4   | 3             | 2             | 5             | 0             | —             | —  | —        | —        | —        |          |          |
| 1994–95      | CSKA Moskva         | MHL          | 13  | 2             | 2             | 4             | 14            | 2             | 0  | 0        | 0        | 0        |          |          |
| 1995–96      | CSKA Moskva         | MHL          | 51  | 21            | 17            | 38            | 12            | 3             | 1  | 1        | 2        | 4        |          |          |
| 1996–97      | Detroit Vipers      | IHL          | 73  | 29            | 35            | 64            | 18            | 19            | 8  | 4        | 12       | 12       |          |          |
| 1997–98      | Boston Bruins       | NHL          | 81  | 22            | 25            | 47            | 8             | 6             | 2  | 5        | 7        | 0        |          |          |
| 1998–99      | Boston Bruins       | NHL          | 79  | 25            | 26            | 51            | 18            | 11            | 3  | 1        | 4        | 0        |          |          |
| 1999–00      | Boston Bruins       | NHL          | 77  | 19            | 26            | 45            | 4             | —             | —  | —        | —        | —        |          |          |
| 2000–01      | Boston Bruins       | NHL          | 82  | 29            | 46            | 75            | 18            | —             | —  | —        | —        | —        |          |          |
| 2001–02      | Boston Bruins       | NHL          | 74  | 29            | 41            | 70            | 27            | 6             | 2  | 2        | 4        | 0        |          |          |
| 2002–03      | Boston Bruins       | NHL          | 8   | 5             | 6             | 11            | 2             | 5             | 0  | 2        | 2        | 0        |          |          |
| 2003–04      | Boston Bruins       | NHL          | 58  | 17            | 23            | 40            | 4             | 7             | 2  | 5        | 7        | 0        |          |          |
| 2004–05      | HK Dynamo Moskva    | RSL          | 3   | 1             | 0             | 1             | 0             | 3             | 1  | 2        | 3        | 0        |          |          |
| 2005–06      | Boston Bruins       | NHL          | 55  | 18            | 19            | 37            | 22            | —             | —  | —        | —        | —        |          |          |
| 2005–06      | Edmonton Oilers     | NHL          | 19  | 5             | 11            | 16            | 6             | 24            | 4  | 11       | 15       | 14       |          |          |
| 2006–07      | Montreal Canadiens  | NHL          | 63  | 9             | 17            | 26            | 10            | —             | —  | —        | —        | —        |          |          |
| 2007–08      | Chicago Blackhawks  | NHL          | 23  | 0             | 4             | 4             | 6             | —             | —  | —        | —        | —        |          |          |
| 2007–08      | Carolina Hurricanes | NHL          | 38  | 14            | 18            | 32            | 10            | —             | —  | —        | —        | —        |          |          |
| 2007–08      | Rockford IceHogs    | AHL          | 2   | 1             | 0             | 1             | 0             | —             | —  | —        | —        | —        |          |          |
| 2008–09      | Carolina Hurricanes | NHL          | 81  | 16            | 32            | 48            | 28            | 17            | 5  | 3        | 8        | 6        |          |          |
| 2009–10      | Carolina Hurricanes | NHL          | 72  | 14            | 15            | 29            | 32            | —             | —  | —        | —        | —        |          |          |
| 2010–11      | Carolina Hurricanes | NHL          | 58  | 10            | 16            | 26            | 12            | —             | —  | —        | —        | —        |          |          |
| 2010–11      | Florida Panthers    | NHL          | 20  | 3             | 11            | 14            | 2             | —             | —  | —        | —        | —        |          |          |
| Celkem v NHL | Celkem v NHL        | Celkem v NHL | 888 | 235           | 336           | 571           | 209           | 76            | 18 | 29       | 47       | 20       |          |          |

## Reprezentace
| Rok                    | Tým                    | Soutěž                 | Z  | G  | A | B  | TM |
| ---------------------- | ---------------------- | ---------------------- | -- | -- | - | -- | -- |
| 1995                   | SSSR 18                | MEJ                    | 5  | 2  | 4 | 6  | 0  |
| 1996                   | Rusko 18               | MEJ                    | 5  | 3  | 2 | 5  | 4  |
| 1996                   | Rusko 20               | MSJ                    | 7  | 4  | 2 | 6  | 0  |
| 1997                   | Rusko 20               | MSJ                    | 6  | 6  | 1 | 7  | 0  |
| 2002                   | Rusko                  | OH                     | 6  | 1  | 2 | 3  | 4  |
| 2004                   | Rusko                  | SP                     | 4  | 1  | 2 | 3  | 0  |
| Juniorská reprezentace | Juniorská reprezentace | Juniorská reprezentace | 23 | 15 | 9 | 24 | 4  |
| Seniorská reprezentace | Seniorská reprezentace | Seniorská reprezentace | 10 | 2  | 4 | 6  | 4  |